# Синфьётли
Синфьётли, также Синфьо́тли, Синфио́тли (др.-сканд. Sinfjǫtli) — в скандинавской мифологии один из персонажей героических сказаний, представитель рода Вёльсунгов, старший брат Сигурда.

## Этимология
Значение имени Sinfjǫtli неясно, в Норвегии оно использовалось как мужское имя. По одной из версий древнеисландское Sinfjǫtli восходит к староверхненемецкому Sintarfizzilo  и может значить «тот, с ярко-жёлтой лапой» (нем. der mit der strahlend gelben Fessel), то есть являться кличкой волка. Существует и другой перевод, согласно которому Sinfjǫtli означает «привязанный в скале» (нем. der im Felsen Gefesselte) и должно напоминать об эпизоде, когда Синфьётли оказался в заточении в яме под каменной плитой.

## Синфьётли в «Саге о Вёльсунгах»
Синфьётли является одним из персонажей «Саги о Вёльсунгах», в которой о его происхождении, жизни и смерти рассказывается в главах VII—X.
Родителями Синфьётли были близнецы Сигмунд и Сигни, которые через своих предков — конунгов гуннов из рода Вёльсунгов — вели свою родословную от самого верховного бога Одина. Сигни, выданная против её воли замуж за конунга Гаутской земли Сиггейра, виновного в смерти её отца и остальных её братьев, дважды посылала своих сыновей от Сиггейра к скрывавшемуся в гаутских лесах Сигмунду, чтобы те стали ему поддержкой в задуманной мести. Но поскольку они не смогли пройти испытания (замесить тесто из муки вместе с ядовитой змеёй), Сигмунд по совету матери убил их обоих. Тогда Сигни поменялась обликом с одной колдуньей и зачала от ничего не ведавшего Сигмунда третьего сына, названного Синфьётли, который своими качествами пошёл в отца и стал его соратником.
После нескольких лет, совместно проведённых в лесу (включая эпизод временного превращения в волков из-за надетых на себя волчьих шкур), Сигмунд и Синфьётли смогли, наконец осуществить свою месть и сжечь Сиггейра в его собственном доме, при этом Синфьётли собственноручно умертвил ещё и своих малолетних сводных братьев. Отправившись во владения гуннов, Синфьётли участвовал во многих походах и битвах, став «среди людей славнейшим и знаменитейшим». В одном из поединков он убил брата Боргхильд, жены своего отца, и был отравлен подмешаным ею ядом.
Когда Сигмунд принёс тело своего сына к воде, незнакомый лодочник предложил перевезти останки Синфьётли на другой берег фьорда, но вскоре бесследно исчез вместе с ними (согласно комментариям к тексту лодочником оказался Один, забравший Синфьётли в Вальхаллу).

## Синфьётли в других источниках
Тексты «Старшей Эдды» и «Младшей Эдды» были одним из источников, на которые опирался автор «Саги о Вёльсунгах» при её написании, сведя разрозненную информацию об этом роде в единое повествование и дополнив её новыми деталями. В коротком прозаическом сказании «О смерти Синфьётли», к примеру, подчёркивается, что «Сигмунд и все его сыновья намного превосходили всех прочих мужей силой, ростом, мужеством и всеми доблестями» (это же утверждение повторяется и в «Пряди о Норна-Гесте»). «Первая Песнь о Хельги Убийце Хундинга», где «в спорах искусный» Синфьётли обменивается со своим противником обвинениями в трусости, братоубийстве, женоподобии, оборотничестве и других недостойных воина проступках, своим стилем напоминает известный в древнескандинавской традиции жанр перебранки (в том числе и «Перебранку Локи»). Снорри Стурлусон в «Языке поэзии» рассказывает, что в отличие от своего отца Сигмунда, который мог пить яд без вреда для себя, у Синфьётли только кожа была такою твердой, что яд ей не вредил (по-видимому, здесь находит своё выражение аспект уменьшения сверхчеловеческих способностей на протяжении поколений).
Из текста «Речей Эйрика» видно, что Сигмунд и Синфьётли после смерти попали в небесный чертог для героев Вальхаллу. В «Римах о Вёльсунге» (др.-сканд. Vǫlsungsrímur) — созданном в XIV веке стихотворном переложении событий, о которых повествуется в первых восьми главах «Саги о Вёльсунгах» — Синфьётли убивает мечом собственную мать (видимо, чтобы избавить её от участи сгореть в огне вместе с Сиггейром — той судьбы, которую она добровольно выбрала в саге). В англосаксонском эпосе «Беовульф» Синфьётли носит имя Фитела и является племянником Сигмунда, вместе с которым он одолел «несчётное множество» врагов (возможно, что здесь приводится первоначальная версия событий, рассказанных позднее в «Саге о Вёльсунгах»). А в «Песни о Нибелунгах» и тетралогии Рихарда Вагнера «Кольцо нибелунга», основанных на одном сюжете с историей Вёльсунгов, Синфьётли не появляется вовсе.

## Интерпретации и мнения
Ещё немецкий историк-медиевист Отто Хёфлер считал, что эпизод, где Сигмунд убивает и возрождает Синфьётли в волчьей шкуре, может быть истолкован как ритуал посвящения юноши в берсерки, воины Одина, однако далеко не все исследователи принимают попытку связать «волчью» жизнь Сигмунда и Синфьётли с культом берсерков.
Советский филолог и историк культуры Мелетинский отмечал, что инцест, в результате которого появился на свет Синфьётли, часто фигурирует в рассказах о рождении великих героев (например, Кухулина, Роланда и других). Этот мотив он относил к числу архаичных, равно как и тотемистический сюжет жизни Сигмунда и Синфьётли в лесу частично в волчьем, частично в человеческом облике.
Любопытно, что Синфьётли (убивший в облике волка в одиночку разом 11 человек) представляется в «Саге о Вёльсунгах» воином, даже превосходящим своего отца, который в подобной ситуации уже при семи врагах позвал на помощь. Не менее интересной выглядит и посмертная участь героев: в то время как братоубийца Синфьётли попадает в Вальхаллу (что являлось целью каждого героя), его единокровному брату Сигурду уготовано безрадостное царство мёртвых Хель (вероятно, за тот обман, когда он принял облик Гуннара, чтобы добиться для последнего руки Брунхильд).
По мнению немецкого филолога Якоба Гримма испытание, которое выдержал Синфьётли, замесив тесто со змеёй, находит аналогию в древнегреческом мифе о Геракле, убившем посланных к нему змей ещё будучи в колыбели. А эпизод перевозки Одином тела Синфьётли находит параллели в легенде о переправке смертельно раненого короля Артура на остров Авалон